# Привод оптических дисков

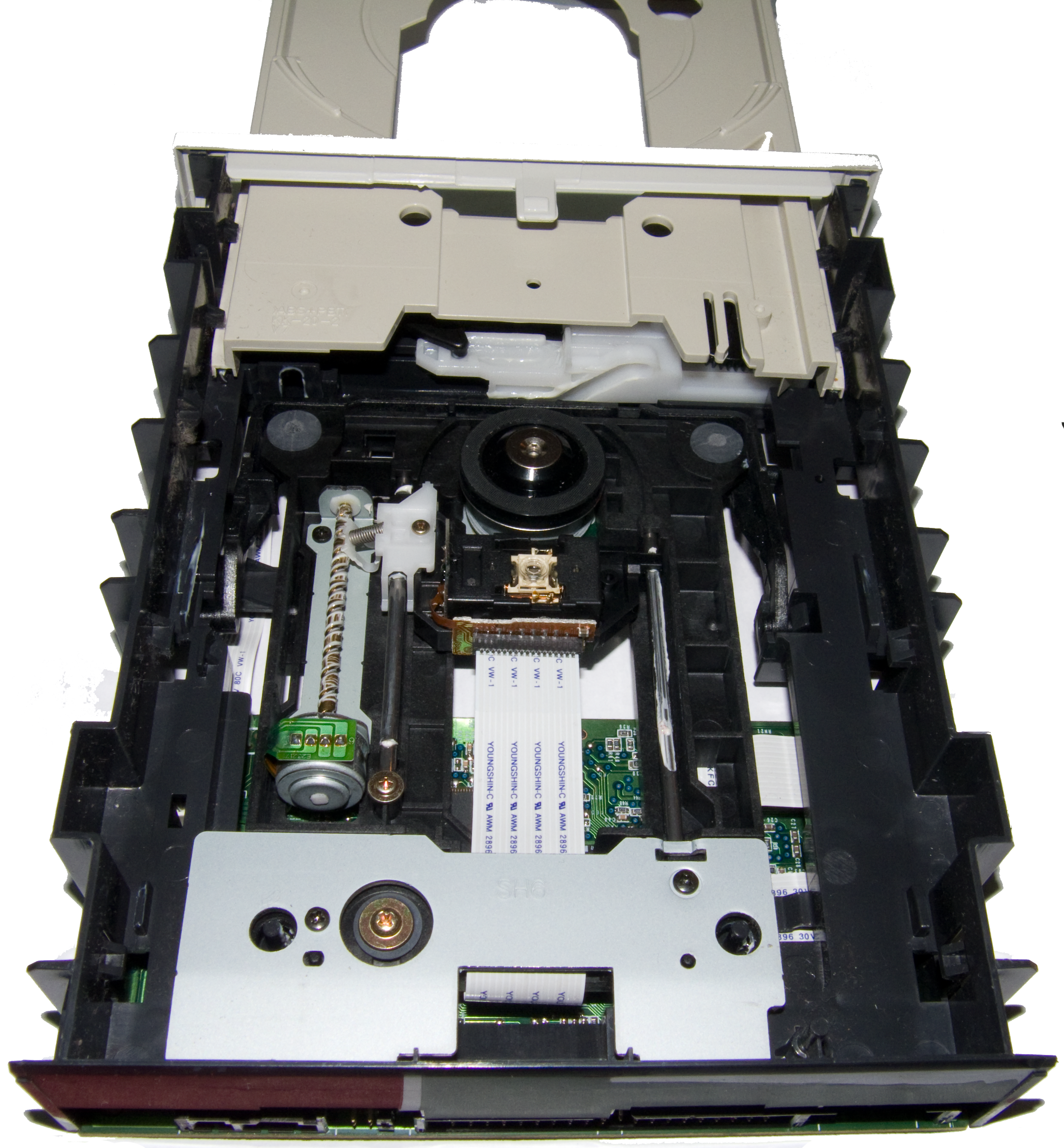
Внутреннее устройство привода компакт-дисков

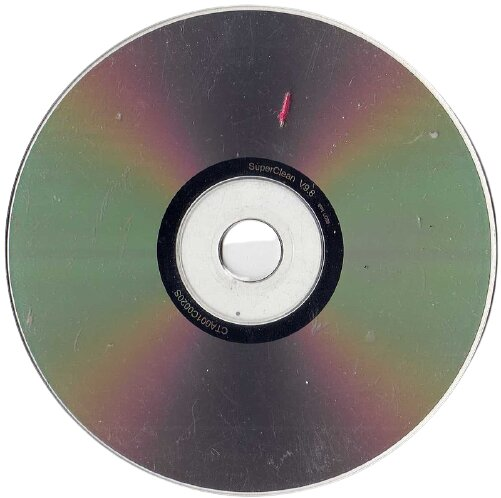
Чистящий компакт-диск. Сверху над отверстием видна щёточка, чистящая линзу сенсора

При́вод оптических дисков (также привод компакт-дисков, CD-привод) — электромеханическое устройство для считывания и (в большинстве современных моделей) записи, посредством лазера, информации с оптических дисков в виде пластикового диска с отверстием в центре (компакт-диск, DVD и т. п.).
Разработанный компаниями Philips и Sony в конце 1970-х первоначально для чтения компакт-дисков, для абстрагирования от формата и типа диска, в обиходе называется обобщающим названием дисковод, по принципу чтения информации с носителя.
Сам по себе оптический привод может быть в виде составляющей конструкции в составе более сложного оборудования (например, бытового DVD-проигрывателя) либо выпускаться в виде независимого устройства со стандартным интерфейсом подключения (PATA, SATA, USB), например, для установки в компьютер.

## Разновидности
Существуют следующие типы приводов:

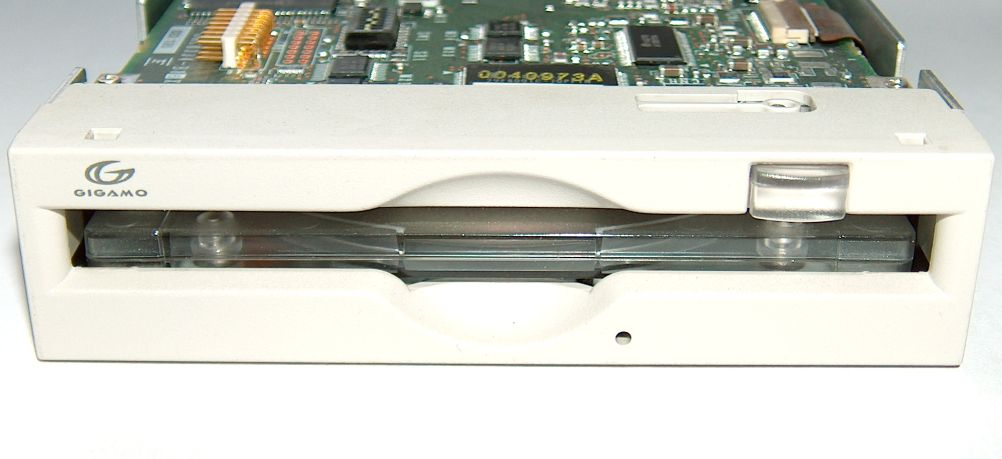
Внутренний привод магнитооптических дисков с диском внутри

- привод CD-ROM — самый простой вид CD-привода, предназначенный только для чтения CD-дисков.
- привод CD-RW — такой же, как и предыдущий, но способен записывать только на CD-R/RW-диски.
- привод DVD-ROM — предназначен для чтения DVD-дисков и CD-дисков[8].
- привод DVD/CD-RW — тот же DVD-ROM, но способный также записывать CD-R/RW-диски (комбо-привод).
- привод DVD-RW — привод, способный  читать и записывать DVD-диски и CD-диски.
- привод DVD-RW DL — в отличие от предыдущего типа DVD RW, способен также записывать на двухслойные оптические DVD-носители, отличающиеся от обычных большей ёмкостью.
- привод Blu-Ray (BD-ROM). Это усовершенствованная технология оптических носителей, в основе которой лежит использование лазера с длиной волны 405 нм «синего» (в действительности фиолетового) цвета. Уменьшение длины волны лазера позволило сузить ширину дорожки в два раза по сравнению с DVD-диском и увеличить плотность записи данных. Уменьшение толщины защитного слоя в шесть раз повысило надежность операций чтения/записи на нескольких записываемых слоях. Диски предназначены, большей частью, для записи цифрового видео высокого разрешения. Например, на односторонний однослойный диск записывают до 2 часов видео в формате HDTV (телевидения высокой четкости) при скорости видеопотока до 54 Мбит/с.
- привод BD-RE способен читать/записывать на диски формата Blu-Ray.
- привод HD DVD — это новое поколение оптических дисков, которые предназначены в первую очередь для хранения фильмов высокого разрешения (HDTV). Новый формат носителей позволяет записывать в три раза больший объём данных, по сравнению с DVD. Однослойные HD DVD-диски имеют ёмкость 15 Гб, двухслойные — 30 Гб. Как правило, HD DVD-привод может читать все форматы DVD и CD-дисков.
- привод HD DVD-ROM — привод, читающий диски формата HD DVD. Формат закрыт в феврале 2008 года.
- привод HD DVD/DVD-RW — в отличие от предыдущего, способен записывать на диски таких форматов, как DVD-R, DVD+R, DVD-RW, DVD+RW, CD-R, CD-RW.
- привод GD-ROM
- привод UMD
- приводы DVD-RW и BD-RE, маркированные надписью «M-DISC», способны записывать диски формата «M-DISC», которые бывают как DVD, так и BluRay. Соответственно, привод DVD-RW, поддерживающий запись M-DISC, может записывать M-DISC только формата DVD, а привод BD-RE обычно может записывать M-DISC форматов DVD и BluRay.

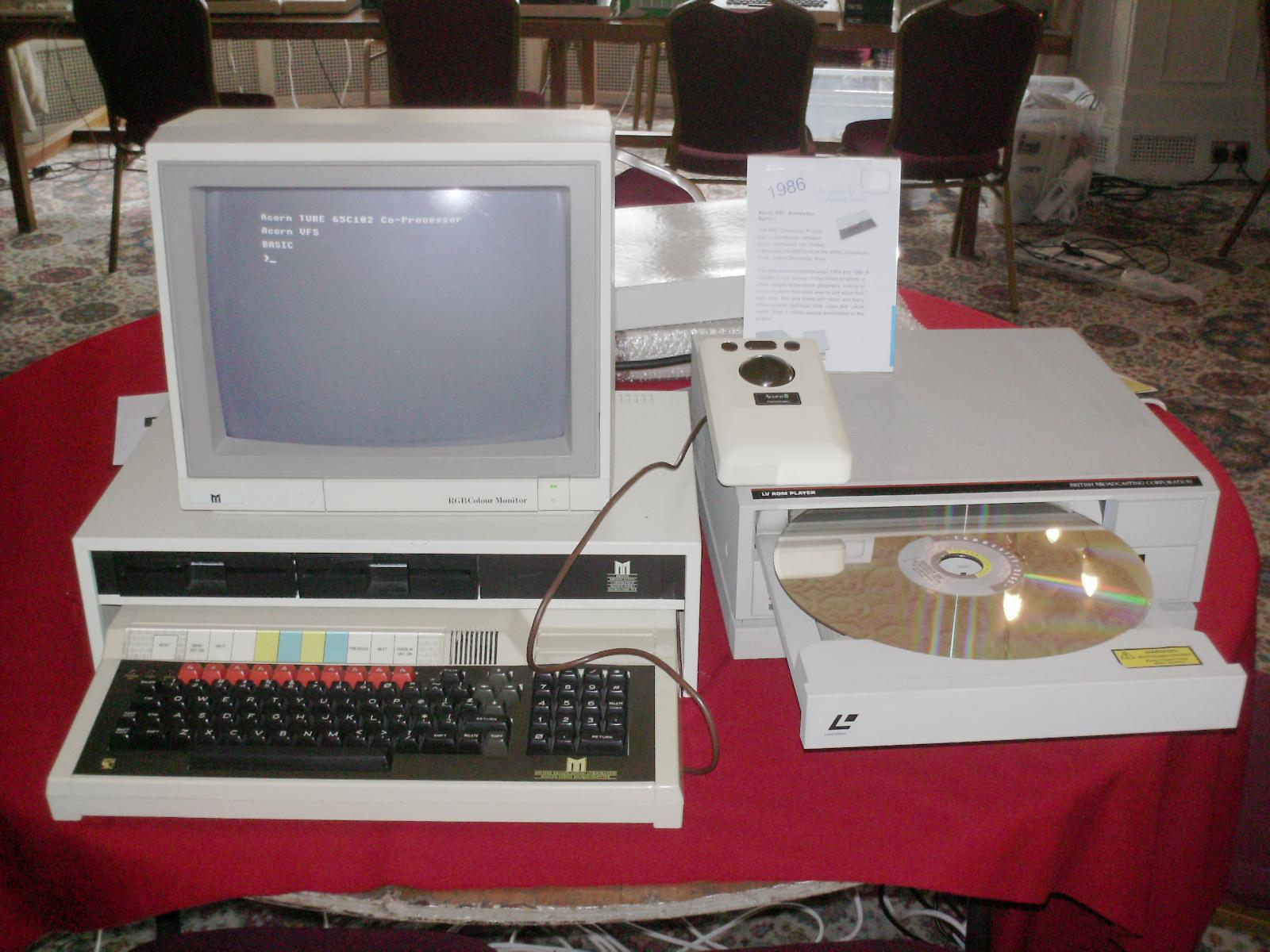
LD привод (справа)
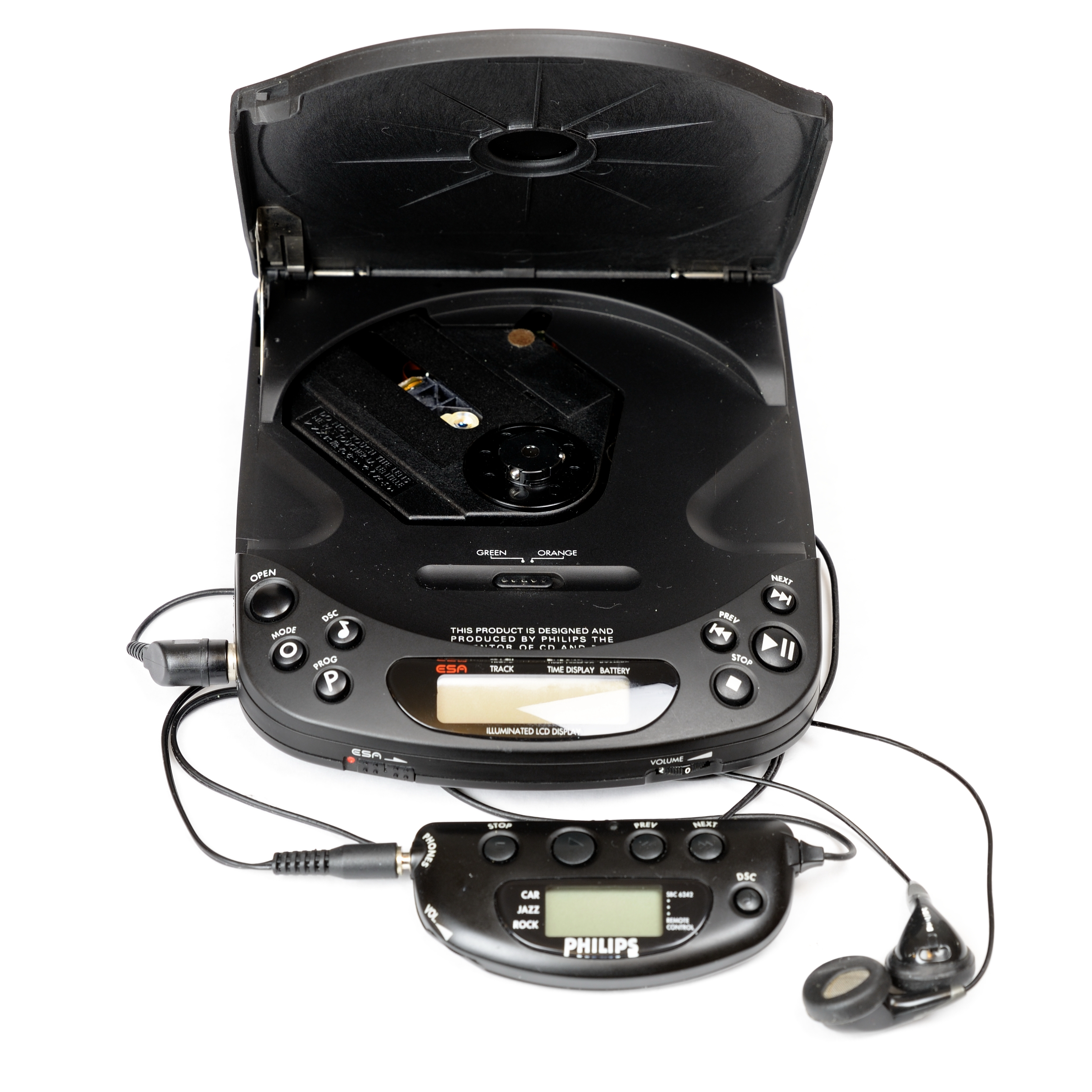
Привод оптических дисков CD-плеера устойчив к вибрации и ускорениям
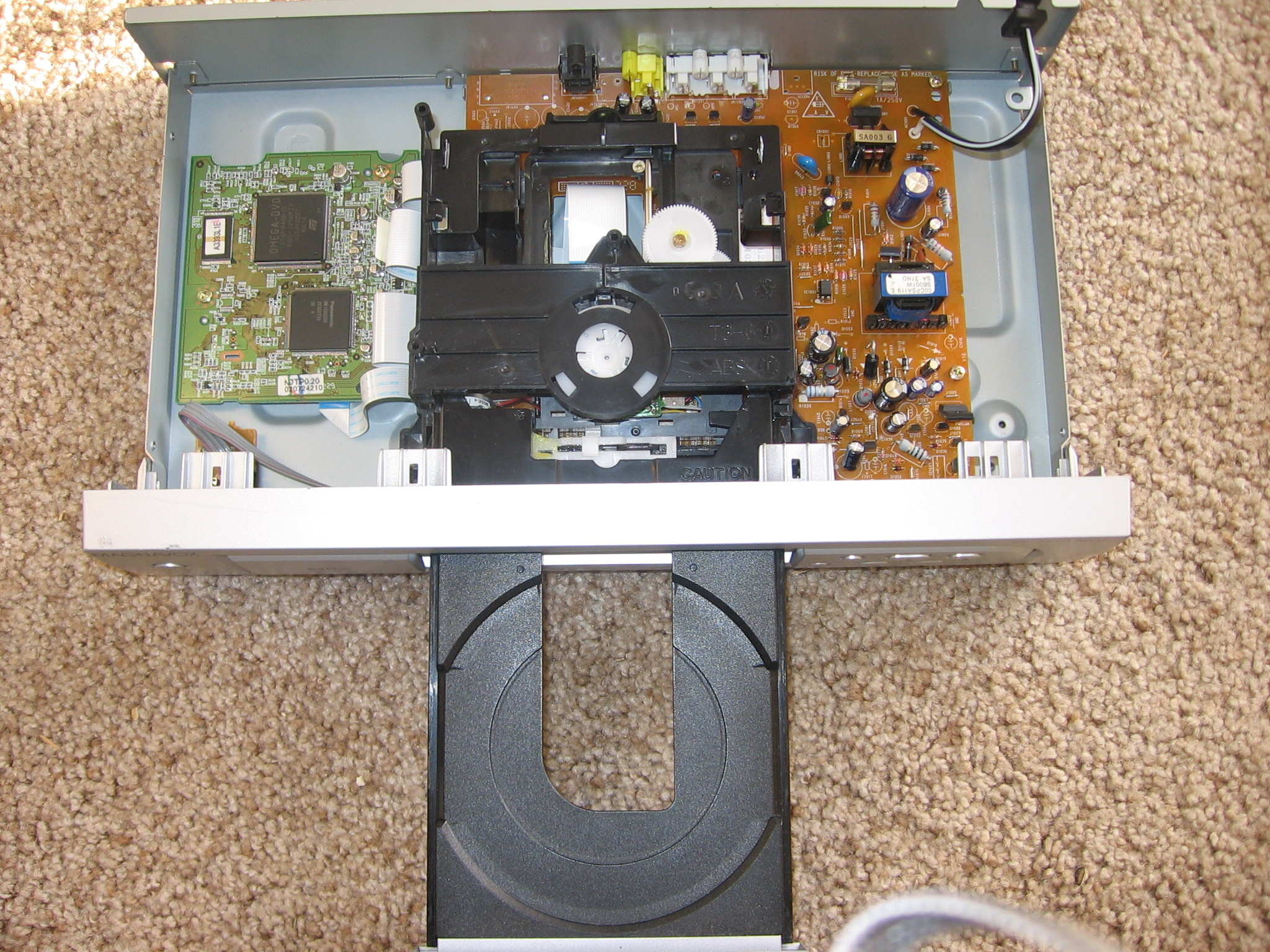
Привод оптических дисков DVD-плеера
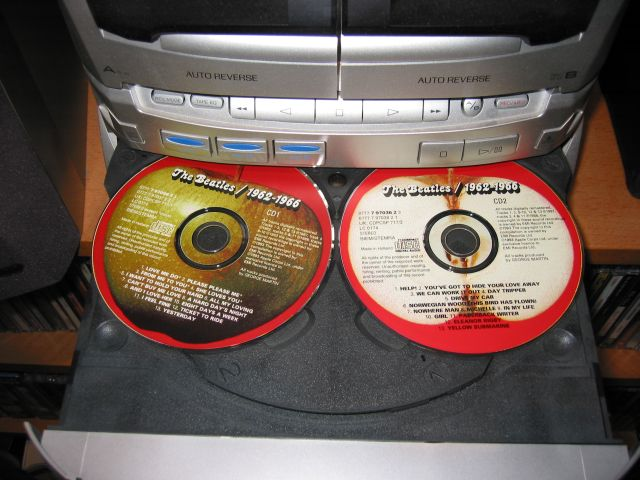
Карусель (CD-чейнджер) музыкального центра на 3 диска
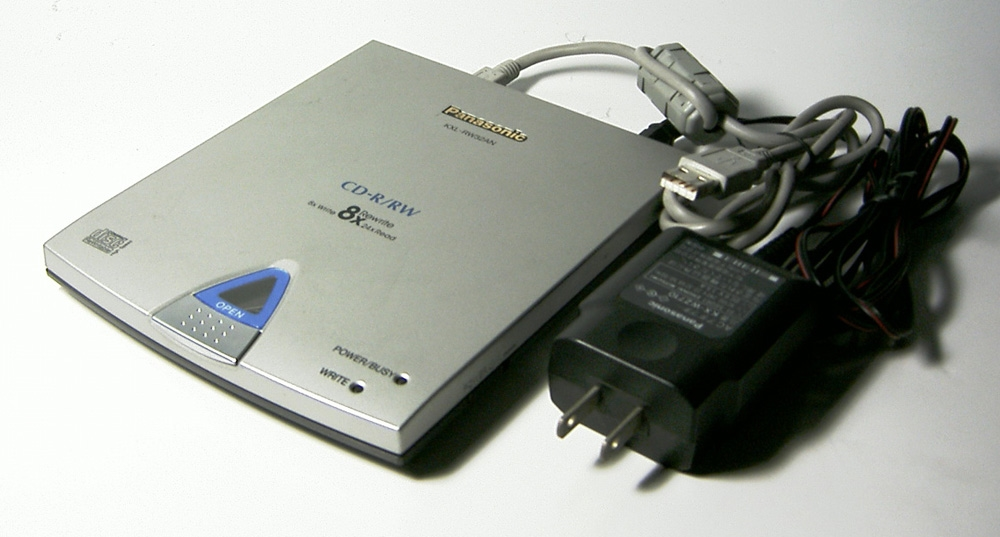
Внешний CD-R/RW привод с блоком электропитания и USB-интерфейсом подключения
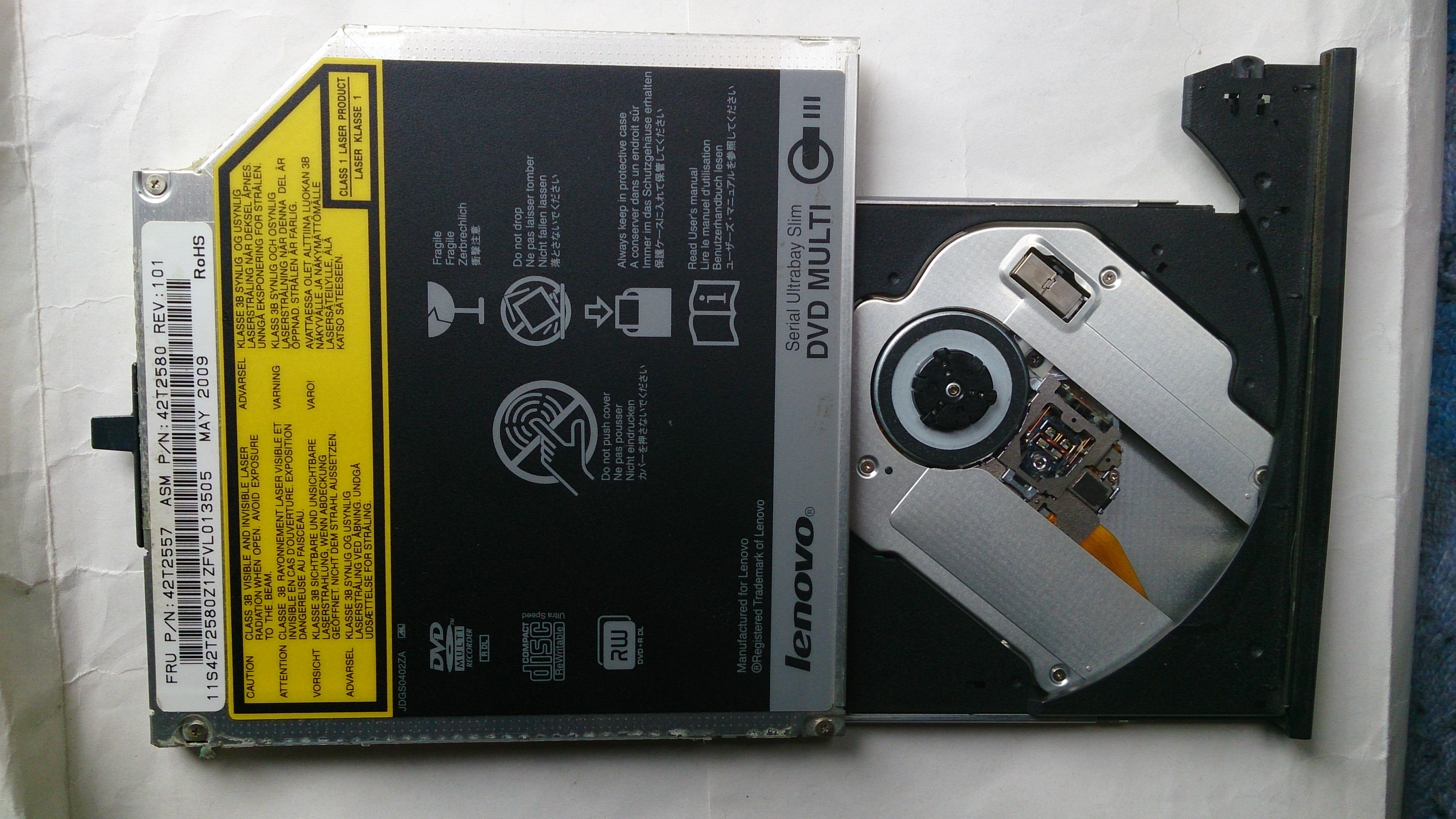
Внутренний DVD-привод оптических дисков тонкого формфактора для ноутбуков (сверху, лоток открыт)
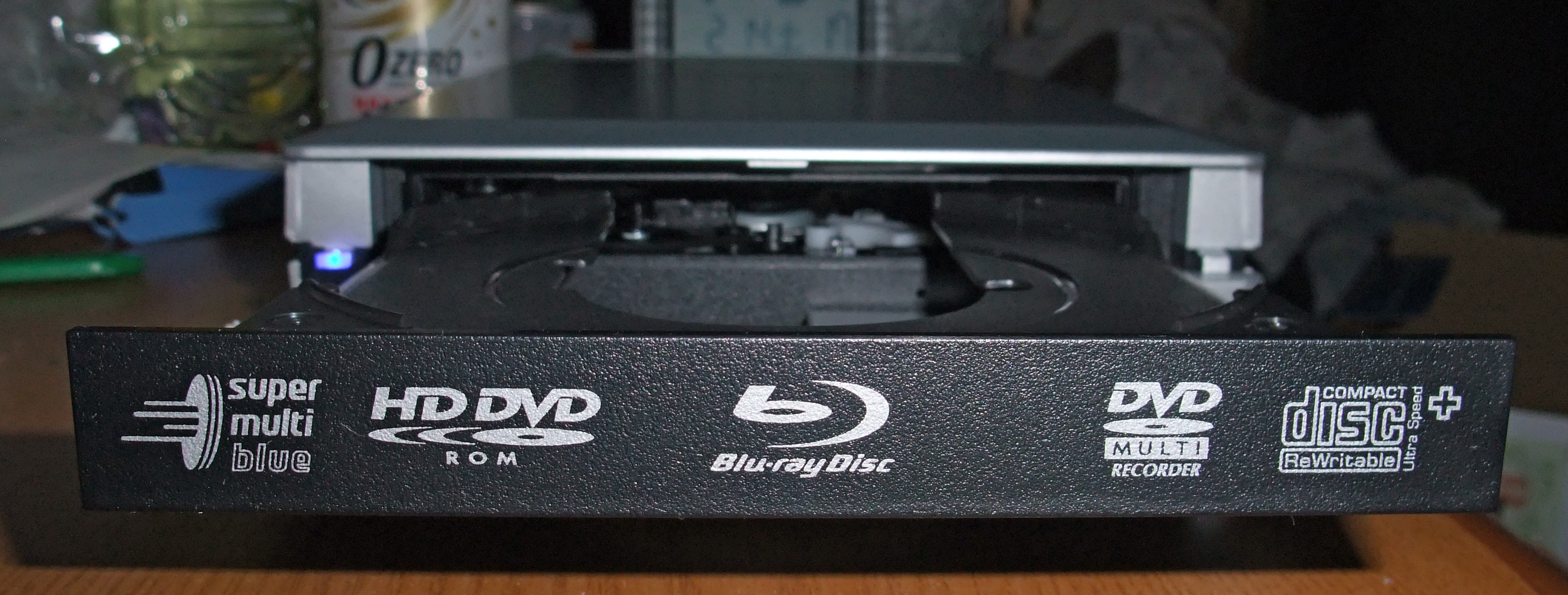
Внутренний Blu-ray-привод оптических дисков (спереди, лоток открыт)

## Конструкция

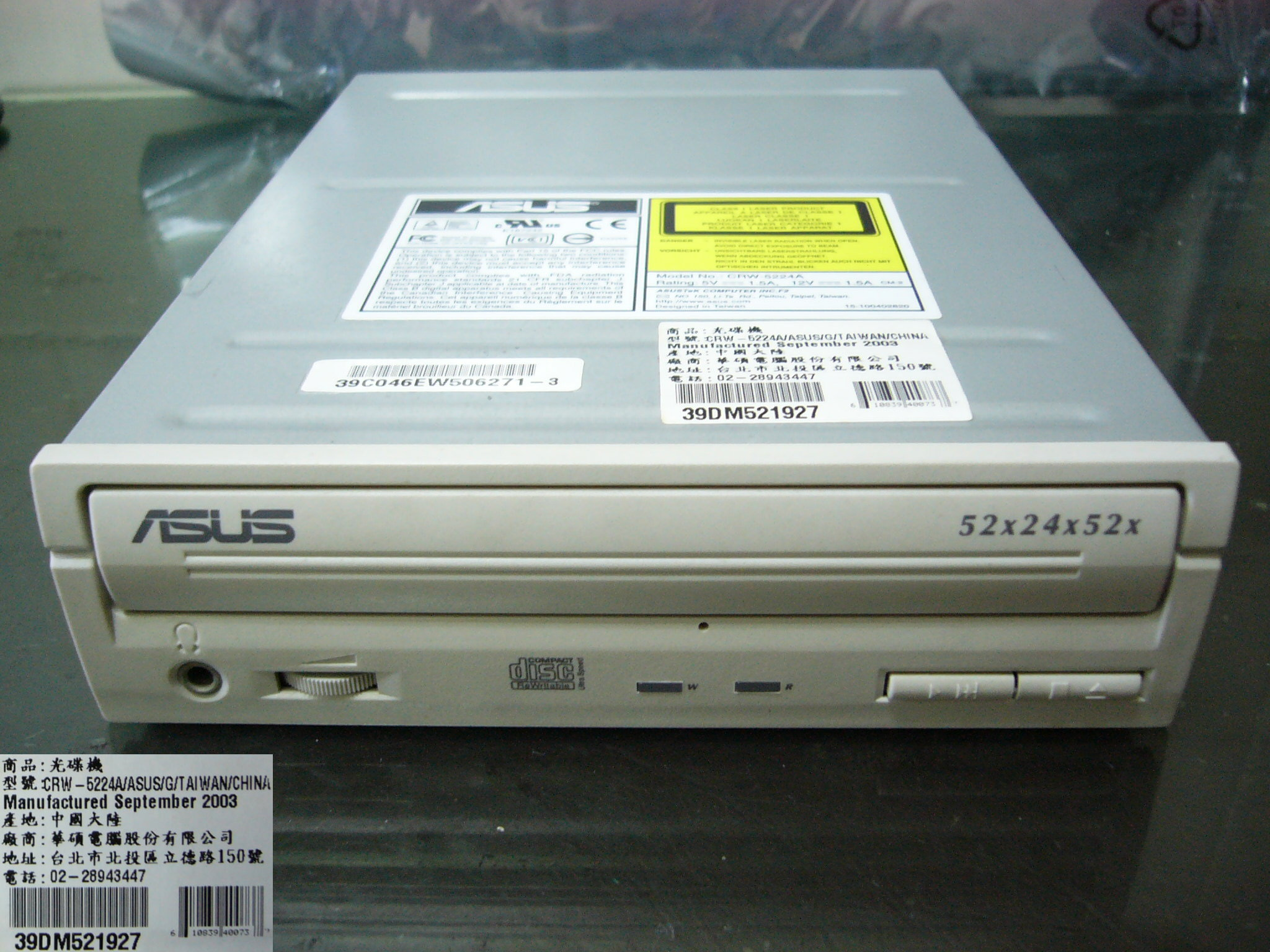
На передней панели внутреннего CD-RW привода: декоративная крышка лотка для диска, гнездо mini-jack для наушников, регулятор громкости, индикаторы чтения/записи, отверстие аварийного открытия лотка, кнопки проигрывания/прокрутки, остановки/извлечения диска. «52x 24x 52x» — максимальная кратность скорости чтения/перезаписи/записи (за единицу принята скорость 150 Кбайт/с для CD и 1,35 Мбайт/с для DVD)

Конструктивно приводы всех типов дисков довольно схожи. Они содержат:
- шасси (с лотком для загрузки либо щелевым загрузчиком);
- шпиндельный электродвигатель, служит для приведения диска во вращение с постоянной или переменной линейной скоростью. Частота вращения диска составляет от тысяч до десятков тысяч оборотов в минуту.
- Система оптической головки состоит из самой головки и системы ее перемещения:
  - в узле головки размещены лазерный излучатель, на основе инфракрасного лазерного светодиода, система фокусировки, фотоприемник и предварительный усилитель. Система фокусировки представляет собой подвижную линзу, приводимую в движение электромагнитной системой voice coil (звуковая катушка), сделанной по аналогии с подвижной системой громкоговорителя — изменение напряженности магнитного поля вызывают перемещение линзы и фокусировку лазерного луча.
  - система перемещения головки имеет собственный приводной двигатель, приводящий в движение каретку с оптической головкой при помощи зубчатой либо червячной передачи. Для исключения люфта используется соединение с начальным напряжением: при червячной передаче — подпружиненные шарики, при зубчатой — подпружиненные в разные стороны пары шестерней.
- плата электроники, где размещены все управляющие схемы привода, интерфейс с контроллером компьютера, разъемы интерфейса и выхода звукового сигнала.

На передней панели CD-приводов обычно располагались кнопка «Eject» (треугольник направленный вверх с нижним подчеркиванием) для загрузки/выгрузки диска (лотка), индикатор обращения к приводу и гнездо для подключения наушников с электронным или механическим регулятором громкости. В ряде моделей добавлена кнопка «Play»/«Next» для запуска проигрывания звуковых дисков и перехода между звуковыми дорожками; кнопка «Eject» при этом обычно используется для остановки проигрывания без выгрузки диска. На некоторых моделях с механическим регулятором громкости, выполненным в виде ручки, проигрывание и переход осуществляются при нажатии на торец регулятора.
Большинство приводов имеет на передней панели небольшое отверстие, предназначенное для аварийного извлечения диска в тех случаях, когда обычным способом это сделать невозможно — например, при выходе из строя привода лотка или всего привода, при отсутствии электропитания и т. п. В отверстие можно вставить тонкую шпильку или распрямленную скрепку и аккуратно нажать — длинный предмет нажимает на защёлку и при этом снимается блокировка и приоткрывается лоток или дисковый футляр, и его можно вручную открыть и извлечь диск.

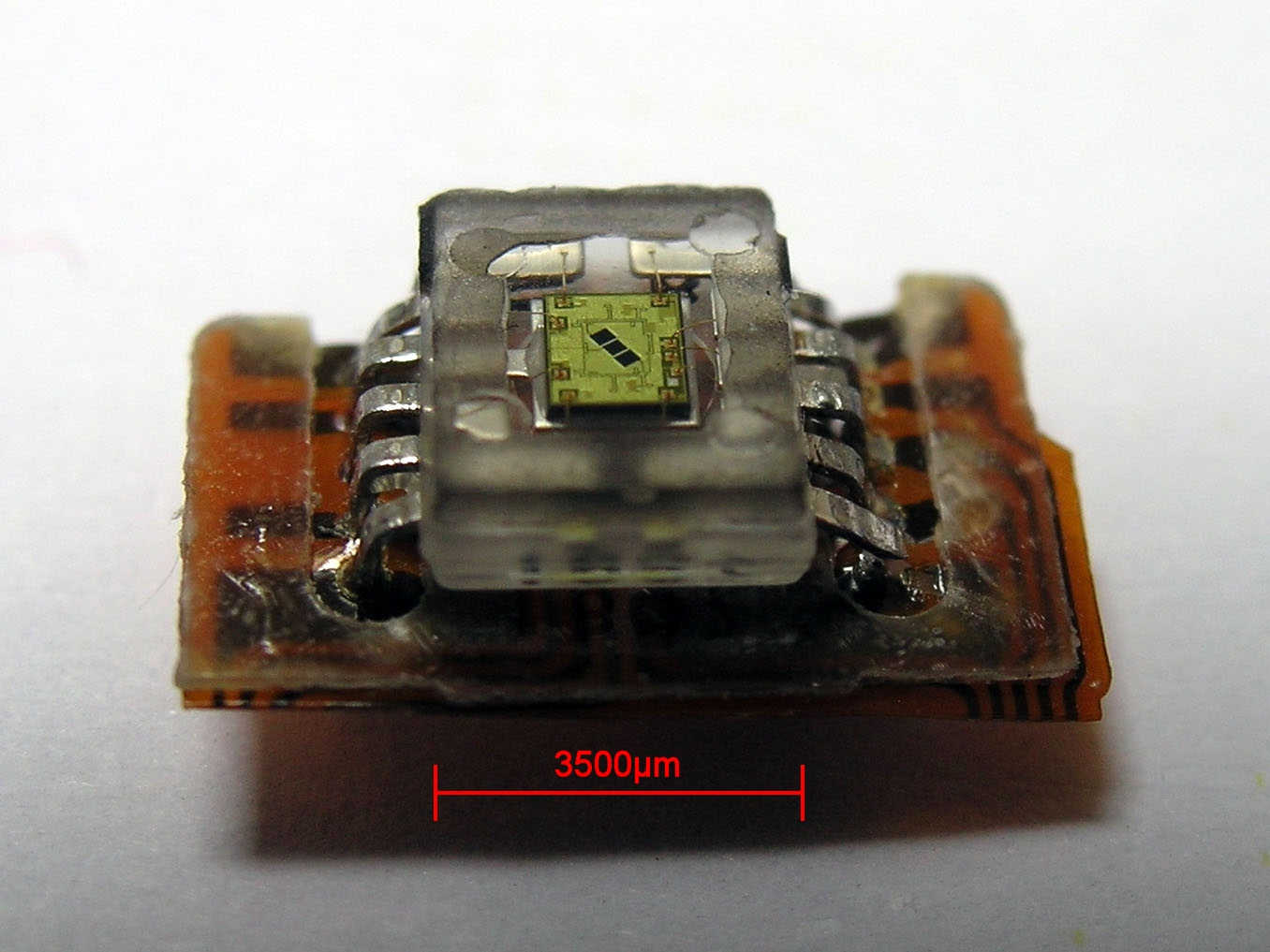
Фотоприёмник CD-ROM
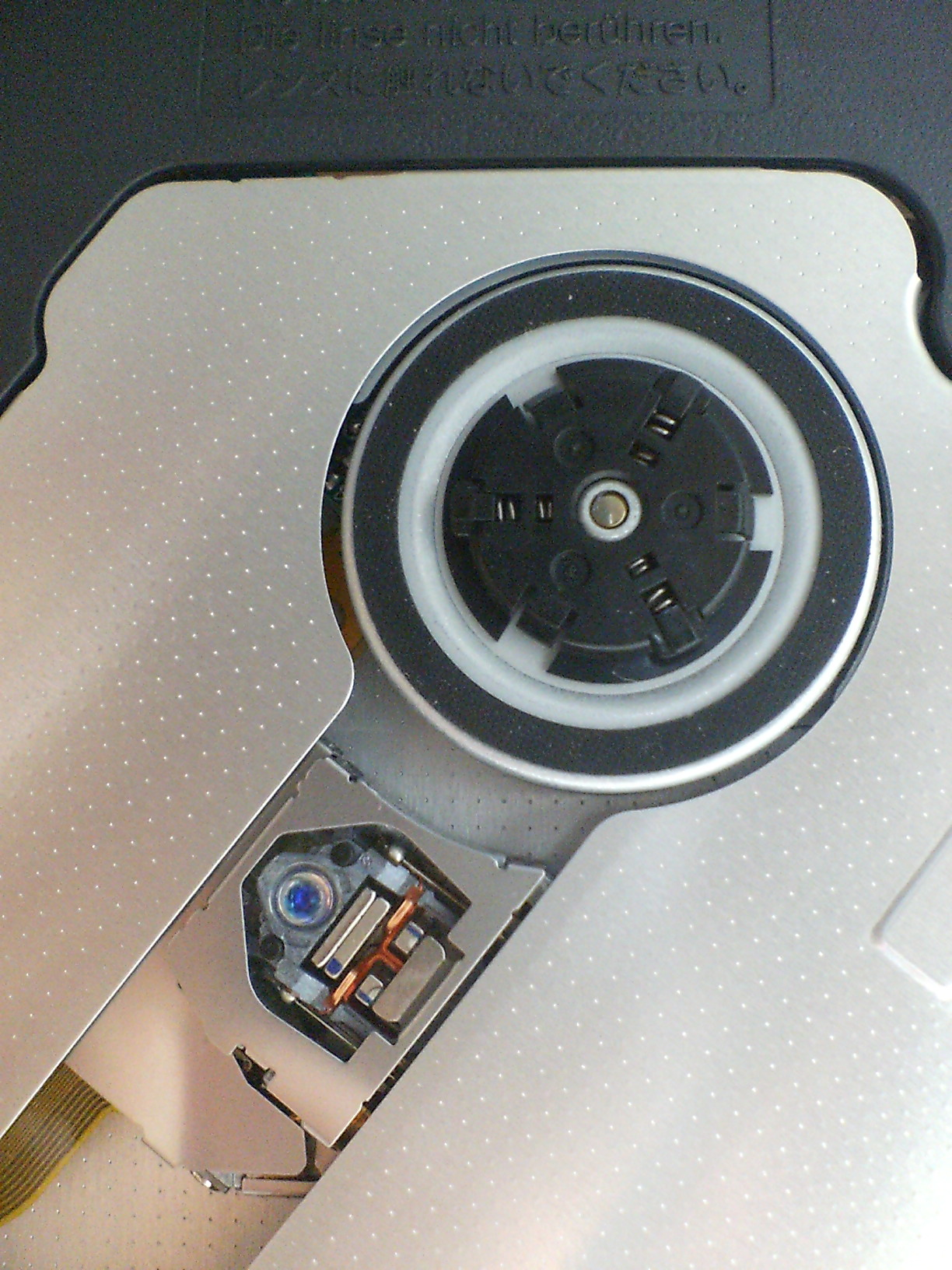
Линза DVD-RAM привода и шпиндель диска с тремя упорами-фиксаторами диска
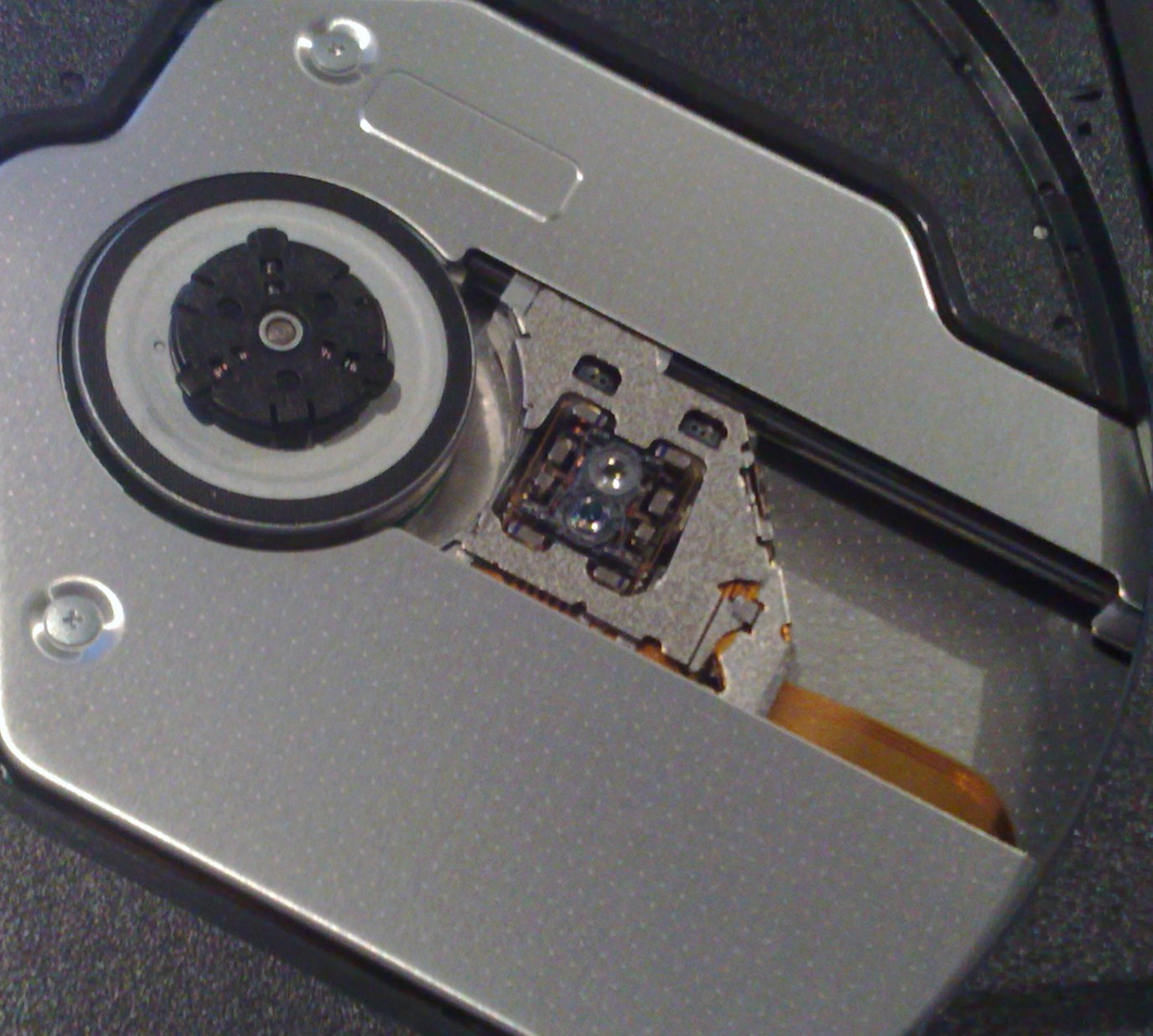
2 линзы у оптических приводов для Blu-ray
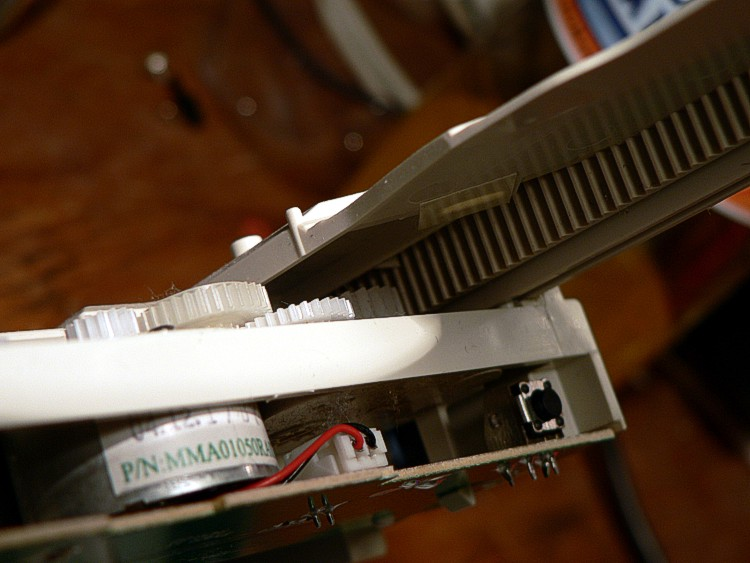
Реечный механизм открывания/закрывания лотка
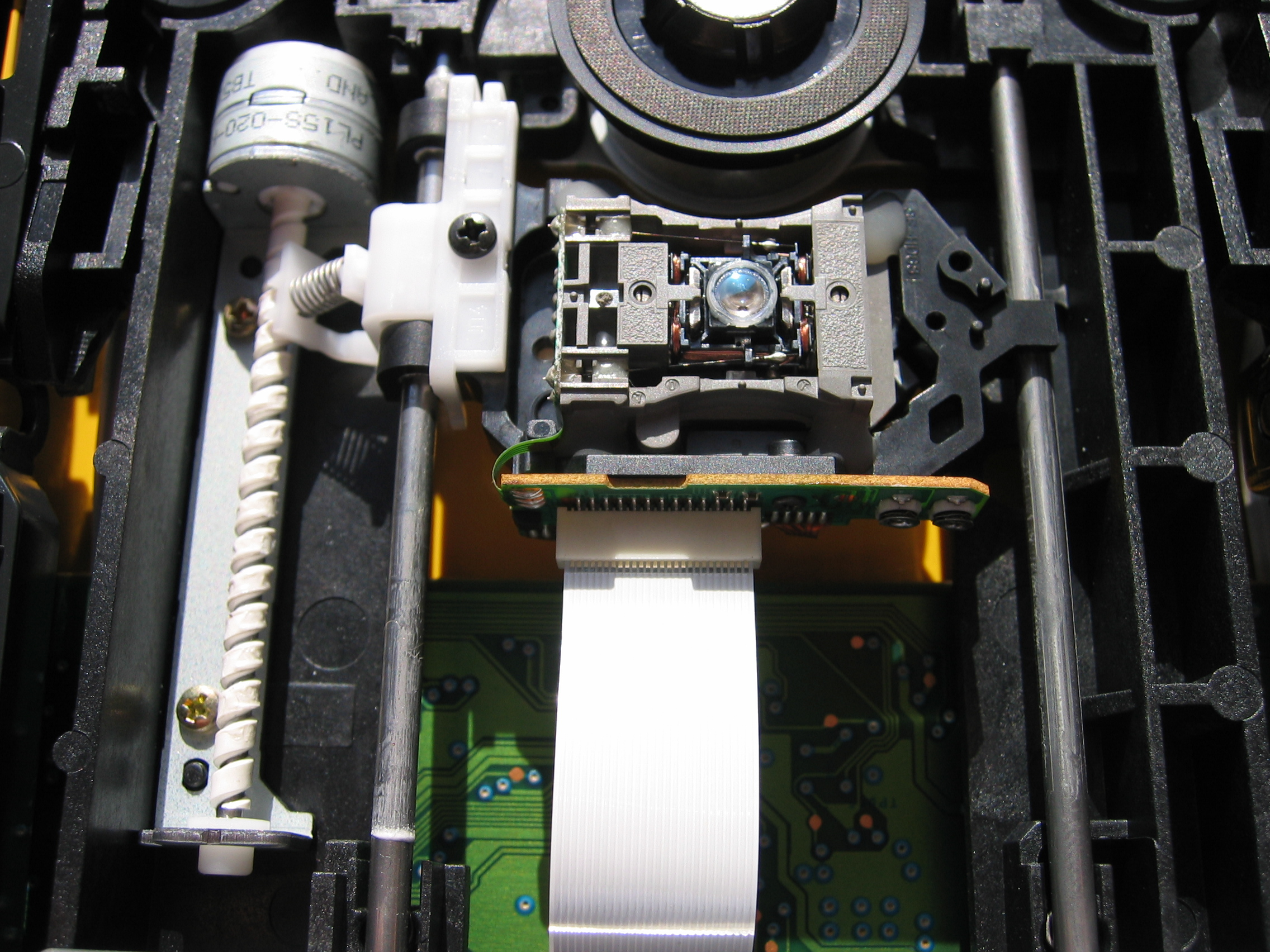
Винтовой механизм позиционирования оптической головки
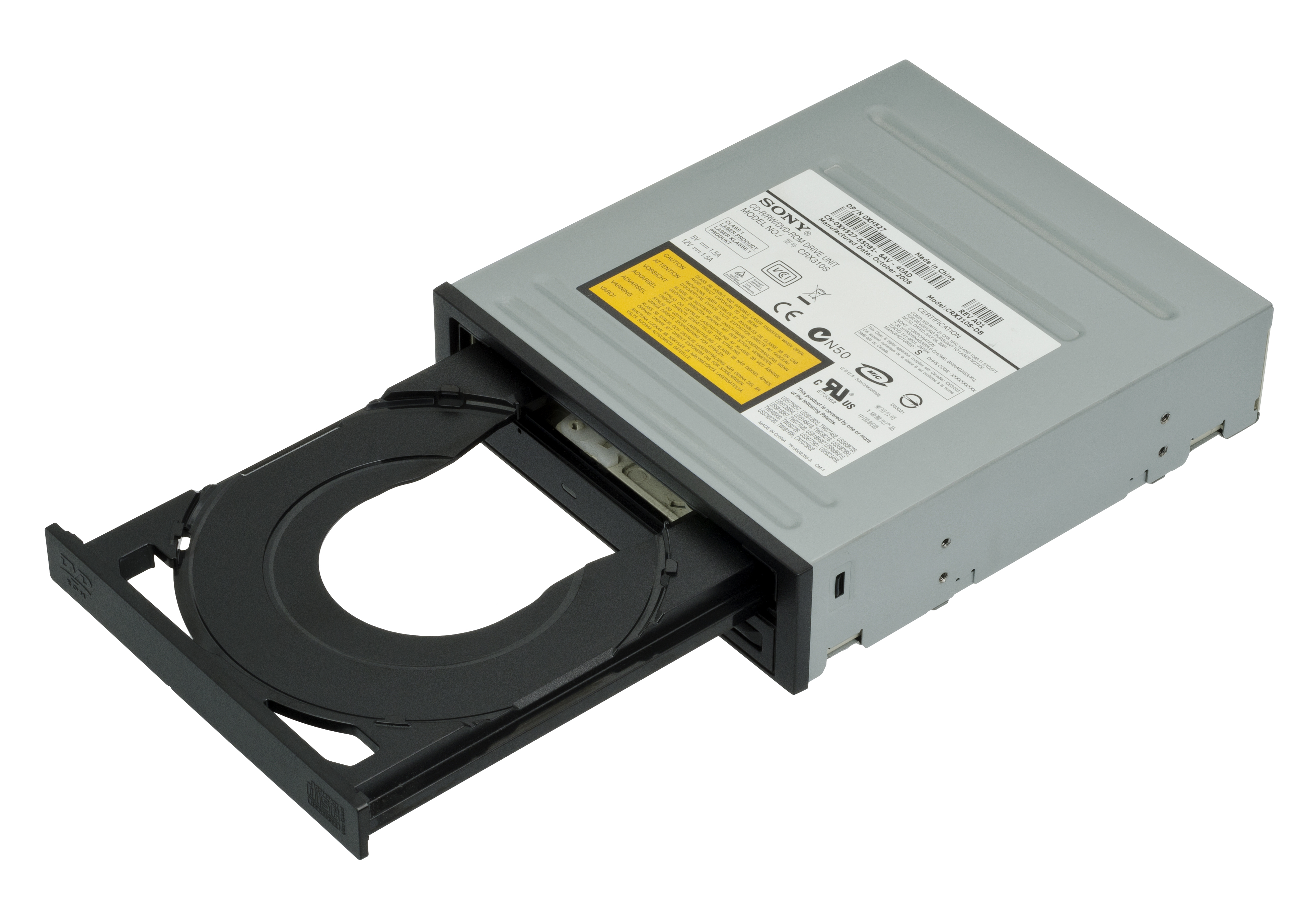
Выдвижной лоток CD-R/RW/DVD-ROM с углублениями для дисков стандартного размера (12 см) и мини-CD/DVD, CD-визиток
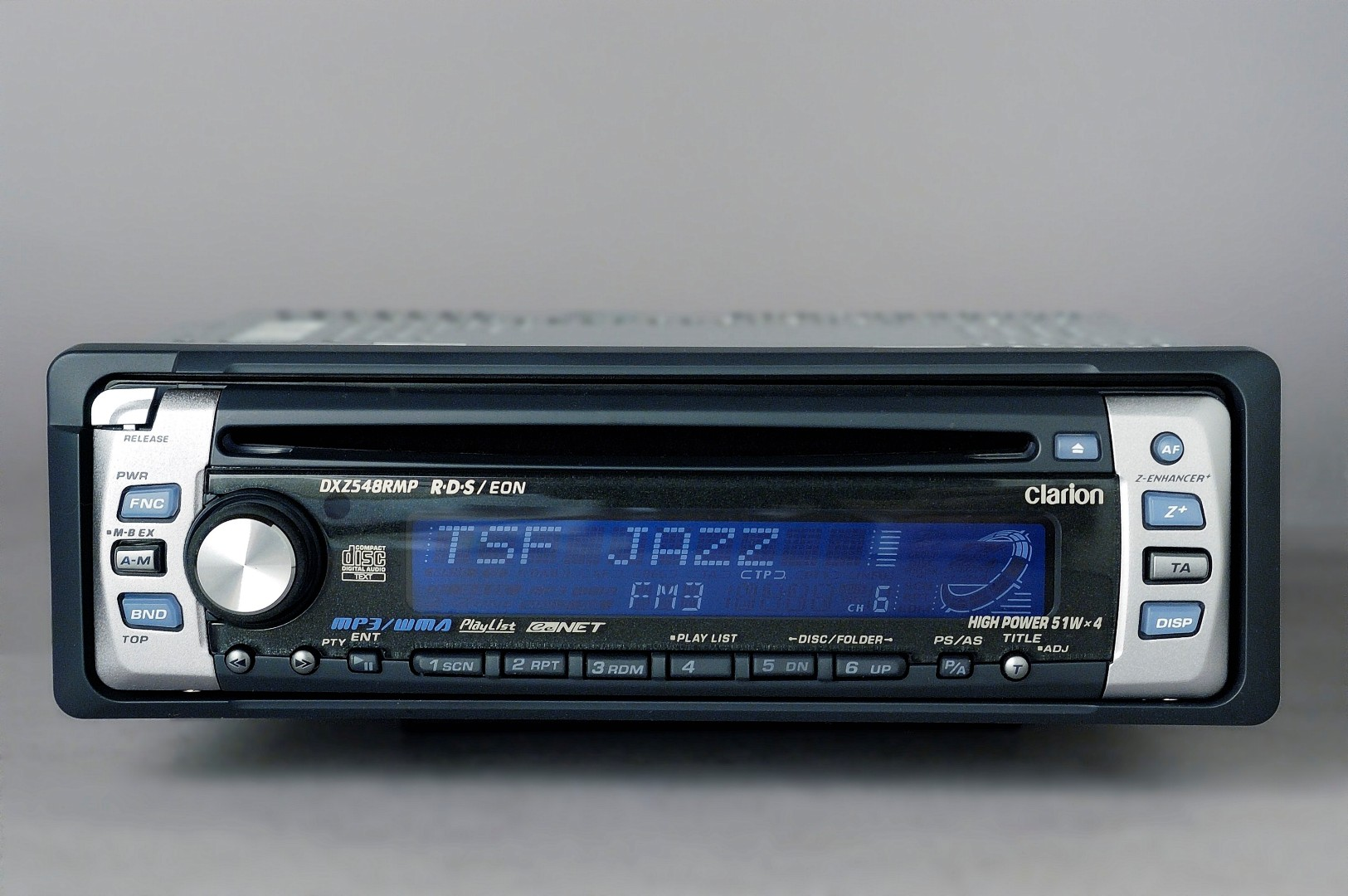
Безлотковый привод оптических дисков автомобильного CD-ресивера с щелевой загрузкой диска

Современные приводы CD-ROM достигли высоких скоростей считывания информации с лазерного компакт-диска благодаря внедрению технологии CAV (Constant Angular Velocity — постоянная угловая скорость). В этом режиме частота оборотов диска остается постоянной, соответственно на периферийных участках данные считываются с большей скоростью (4-7,8 Мбайт/с), чем на внутренних участках (2-3,5 Мбайт/с). Средняя скорость считывания при этом гораздо ближе к минимальным значениям, поскольку запись на диске начинается с внутренних областей.
Привод DVD-ROM имеет два лазера (у первых моделей)…
Привод Blu-Ray…

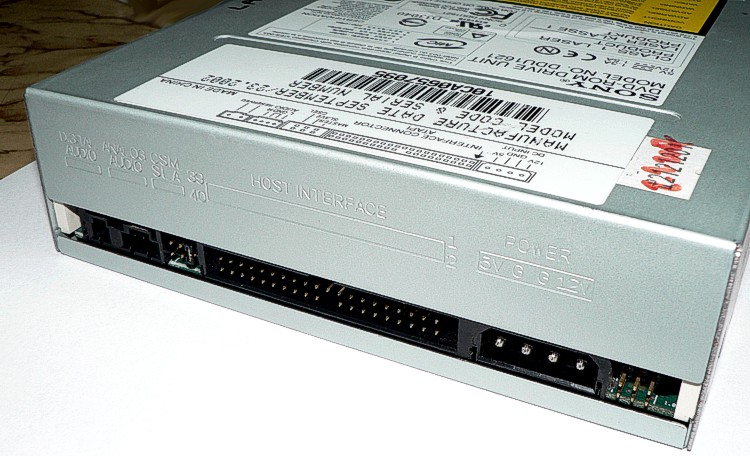
Вид сзади внутреннего привода оптических дисков с IDE интерфейсом
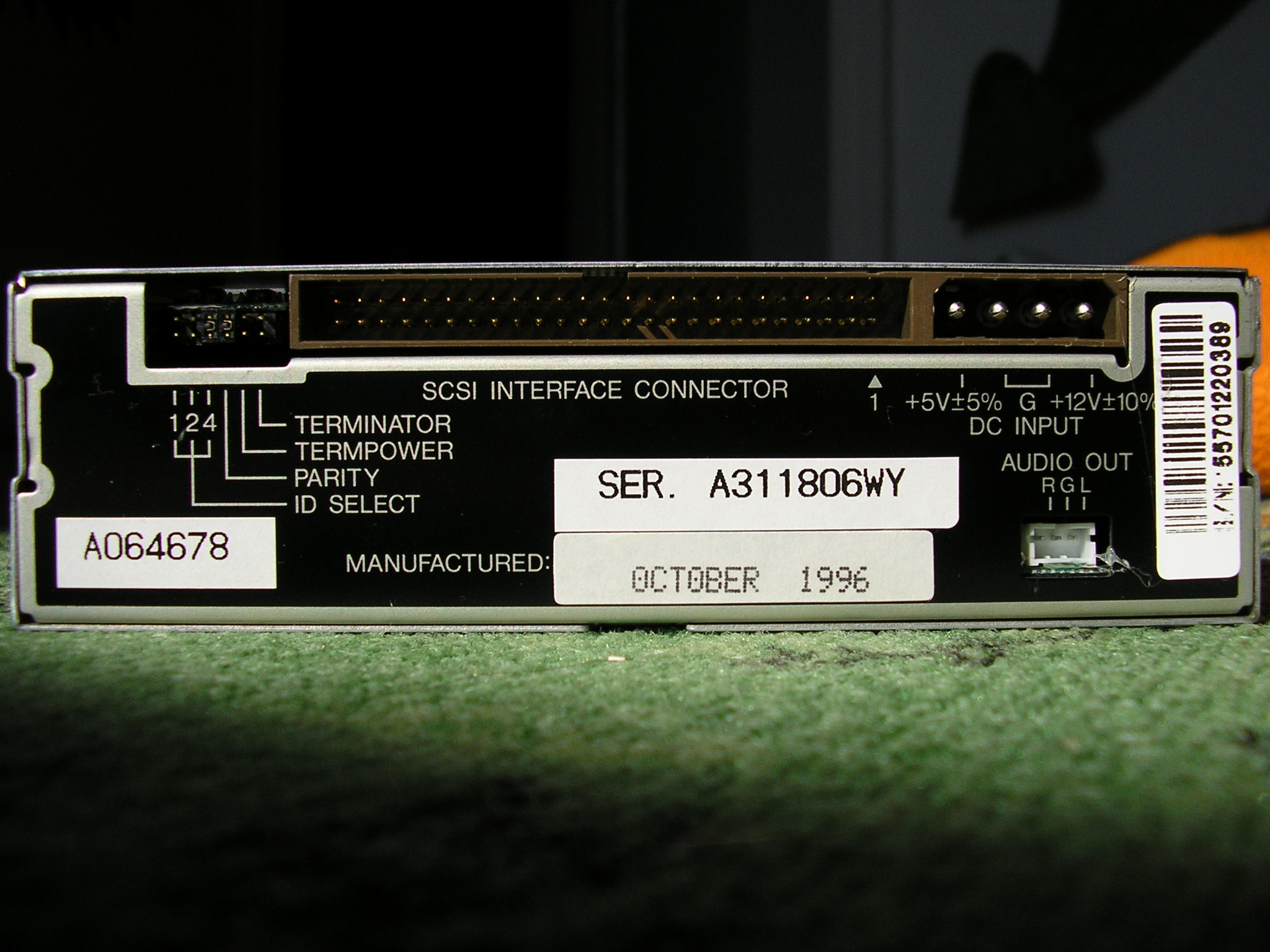
Вид сзади внутреннего привода оптических дисков с SCSI интерфейсом
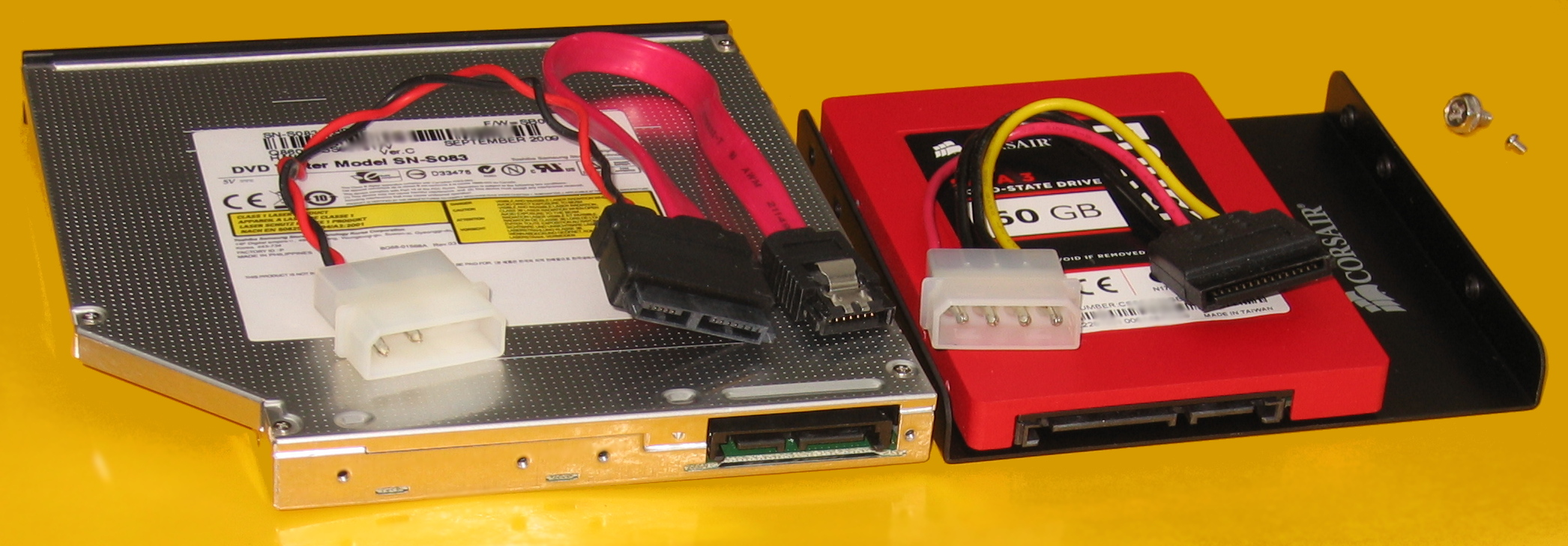
Вид сзади внутреннего привода оптических дисков (слева) с Slimline SATA интерфейсом
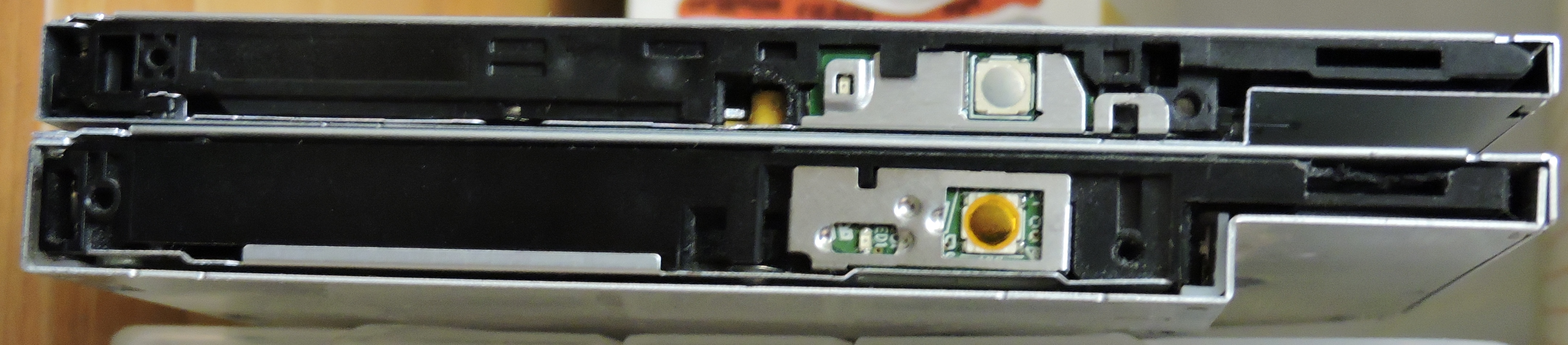
Ноутбучные приводы оптических дисков могут иметь разную толщину (высоту) корпуса. Сверху — 9,5 мм, снизу — 12,7 мм

См. также: Линейный привод